# Forze speciali spagnole
Le Forze speciali spagnole sono le forze speciali delle Forze armate spagnole. Sono coordinate dal Comando congiunto Operazioni speciali, con sede a Rabasa (Alicante).

## Storia
Le prime unità di forze speciali sono state formate nell'esercito spagnolo nel 1956, e nel 1971 quelle della Legione spagnola. Nel 1979 tutte le unità speciali dell'esercito sono state raggruppate nel Grupo de Operaciones Especiales.
Nell'ottobre 1997 è stato creato il Comando Operazioni Speciali, guidato da un generale di brigata.
La Marina spagnola nel 2009 ha unificato la Unidad Especial de Buceadores de Combate (UEBC) e la Unidad de Operaciones Especiales (UOE) nella Fuerza de Guerra Naval Especial della Infantería de Marina.
Dipendono dal Mando Conjunto de Operaciones Especiales (MCOE), istituito nel 2014, a sua volta dipendente dal Mando de Operaciones dello Stato maggiore della difesa de España.

## Struttura
- Ejército de Tierra
  - Mando de Operaciones Especiales (MOE)
  - Grupos de Operaciones Especiales (GOE)
    - Grupo de Operaciones Especiales "Valencia" III
    - Grupo de Operaciones Especiales "Tercio del Ampurdán" IV
    - Bandera de Operaciones Especiales de la Legión "C. L. Maderal Oleaga" XIX (BOEL)
- Ejército del Aire
  - Escuadrilla de Zapadores Paracaidistas (EZAPAC) - guastatori paracadutisti
  - Escuadrilla de Apoyo al Despliegue Aereo (EADA) - supporto aereo per operazioni speciali
- Armada Española
  - Fuerza de Guerra Naval Especial
- Guardia Civil
  - Grupo de Acción Rápida